# Karavanseraj

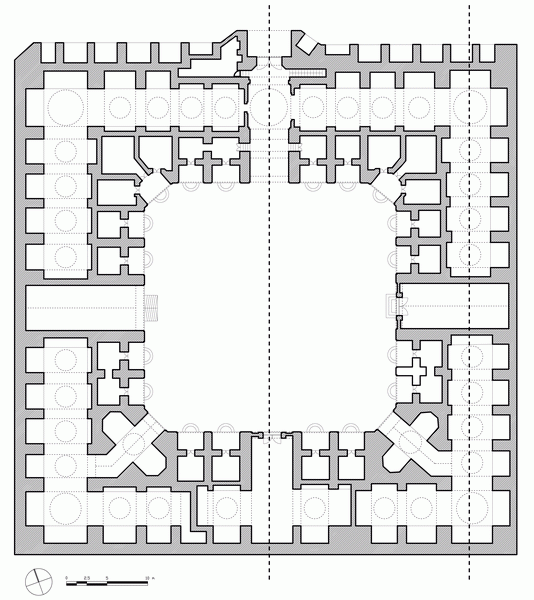
Grundplan över karavanseraj

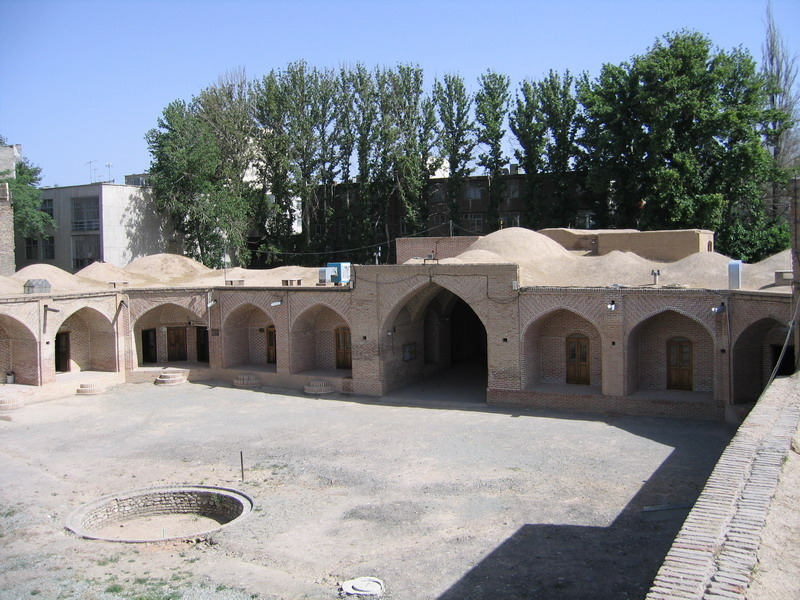
Karavanseraj i Karaj, Iran

En karavanseraj, (turkiska: karvansary, persiska كاروانسرا; i arabisktalande länder kallad khan eller funduq) var ett värdshus och ett härbärge för karavaner av köpmän. Karavanserajerna var viktiga centra för utbyte av varor och information längs handelsvägarna i Asien, Afrika och Sydöstra Europa, speciellt längs Sidenvägen. Ordet seraj är av persisk uppkomst (سرا), och betyder «beboelig» eller «palats».
Vanligtvis består en karavanseraj av en ringmur omkring en öppen plats och med en port som är stor nog för att släppa igenom kameler med tung packning. Längs insidan av muren finns det stallar, nischer och rum för djur och resande.
En karavanseraj försåg djuren med vatten och foder, och resenärer med mat och tvättmöjligheter. De hade också butiker där resenärer kunde köpa proviant för nästa etapp, och eventuellt sälja sina egna varor. 

## I kulturen
Caravanserai, musikalbum av rockbandet Santana. 